# Майнрад II (Хоенцолерн-Зигмаринген)
Карл Майнрад II Антон фон Хоенцолерн-Зигмаринген (на немски: Karl Meinrad II Anton von Hohenzollern-Sigmaringen; * 1 ноември 1673 в замък Зигмаринген; † 20 октомври 1715 в замък Зигмаринген) от швабската линия на Хоенцолерните е от 1689 до 1715 г. княз на Хоенцолерн-Зигмаринген.
Той е най-големият син на княз Максимилиан I фон Хоенцолерн-Зигмаринген (1636 – 1689) и съпругата му графиня Мария Клара ван ден Берг-Хееренберг (1644 – 1715), дъщеря на граф Алберт ван ден Берг-Хееренберг (1607 – 1656) и Маделейне де Кусанце, контеса де Шамплите (1616 – 1689). Внук е на Майнрад I († 1681), княз на Хоенцолерн-Зигмаринген и граф на Хоенцолерн-Хайгерлох.
Швабските Хоенцолерн са издигнати през 1623 г. на имперски князе. Баща му с фамилията си повечето време е във Виена, където е на австрийска служба. Майнрад става още малолетен регент на 13 август 1689 г. първо под опекунството на майка му и чичо му Франц Антон фон Хоенцолерн-Хайгерлох. Принцът следва между 1678 и 1679 г. в университета в Инголщат и както баща си започва военна кариера в Австрия.
Той се бие 1683 г. в битката на Каленберг през втората обсада на Виена от турците, в унгарската революционна война и 1697 г. във войната за наследството на Пфалц против французите. През Испанската наследствена война Майнрад служи 1702 г. при принца от Баден в Нидерландия, през 1703 г. в Бавария и 1704 г. в Унгария. Децата му през това време живеят в Зигмаринген. Понеже французите настъпват към Швабия, децата му са заведени във Виена и след мира 1714 г. са върнати отново в Зигмаринген. Чичо му Франц Антон фон Хоенцолерн-Хайгерлох е убит 1702 г. в битката при Фридлинген, и така Майнрад поучава територията на Хайгерлох.

## Фамилия
Майнрад II фон Хоенцолерн-Зигмаринген се жени на 22 ноември 1700 г. за графиня Йохана Катарина Виктория фон Монфорт-Тетнанг (* 9 октомври 1678; † 26 януари 1759), дъщеря на граф Йохан Антон I фон Монфор-Тетнанг (1635 – 1708) и съпругата му графиня Мария Викторина фон Шпаур и Флафон (1651 – 1688). Те имат децата:
- Йозеф Фридрих Ернст Майнрад Карл Антон (24 май 1702 – 8 декември 1769), княз на Хоенцолерн-Зигмаринген

∞ 1. 1722 принцеса Мария фон Йотинген-Шпилберг (1703 – 1737)
∞ 2. 1738 графиня Юдит фон Клозен (1718 – 1743)
∞ 3. 1743 графиня Мария Терезия фон Валдбург-Траухбург (1696 – 1761)
- Франц Вилхелм Николаус (1704 – 1737), граф на Хоенцолерн-Берг 1712 г.

∞ 1724 графиня Мария Катарина фон Валдбург цу Цайл и Траухбург (1702 – 1739)
- Мария Анна Елизабет (30 септември 1707 – 12 февруари 1783, Бухау)
- Карл Волфганг Лудвиг Антон (31 октомври 1708 – 13 декември 1709)

Вдовицата му Йохана Катарина фон Монфорт поема регентството за децата им в Хоенцолерн-Зигмаринген.